# Casimiroa watsonii
Casimiroa watsonii là một loài thực vật có hoa trong họ Cửu lý hương. Loài này được Engl. mô tả khoa học đầu tiên năm 1896.